# Нутодден
Ну́тодден (норв. Notodden) — коммуна в губернии Телемарк в Норвегии. Административный центр коммуны — город Нутодден. Официальный язык коммуны — нейтральный. Население коммуны на 2007 год составляло 12 232 чел. Площадь коммуны Нутодден — 918,91 км², код-идентификатор — 0807.

## История населения коммуны
Население коммуны за последние 60 лет.

Статистика коммуны Нутодден